# Mull of Kintyre (Lied)
Mull of Kintyre ist ein Popsong der britischen Musikgruppe Wings, der 1977 auf einer Single mit dem Song Girl’s School veröffentlicht wurde. Er wurde von Paul McCartney und Denny Laine geschrieben. Das Lied war ein Nummer-eins-Hit in vielen Ländern und wurde die erste Single, die sich in Großbritannien mehr als zwei Millionen Mal verkaufte. Es war auch die erste Singleveröffentlichung McCartneys nach dessen Trennung von den Beatles, die Platz eins in den britischen und deutschen Charts erreichte.

## Hintergrund

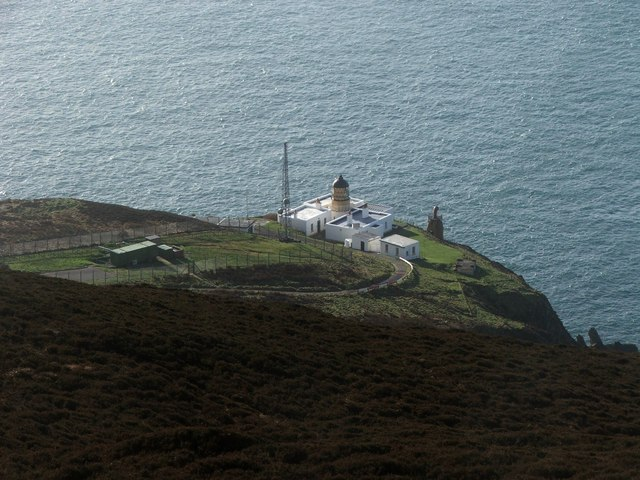
Der Leuchtturm Mull of Kintyre Lighthouse

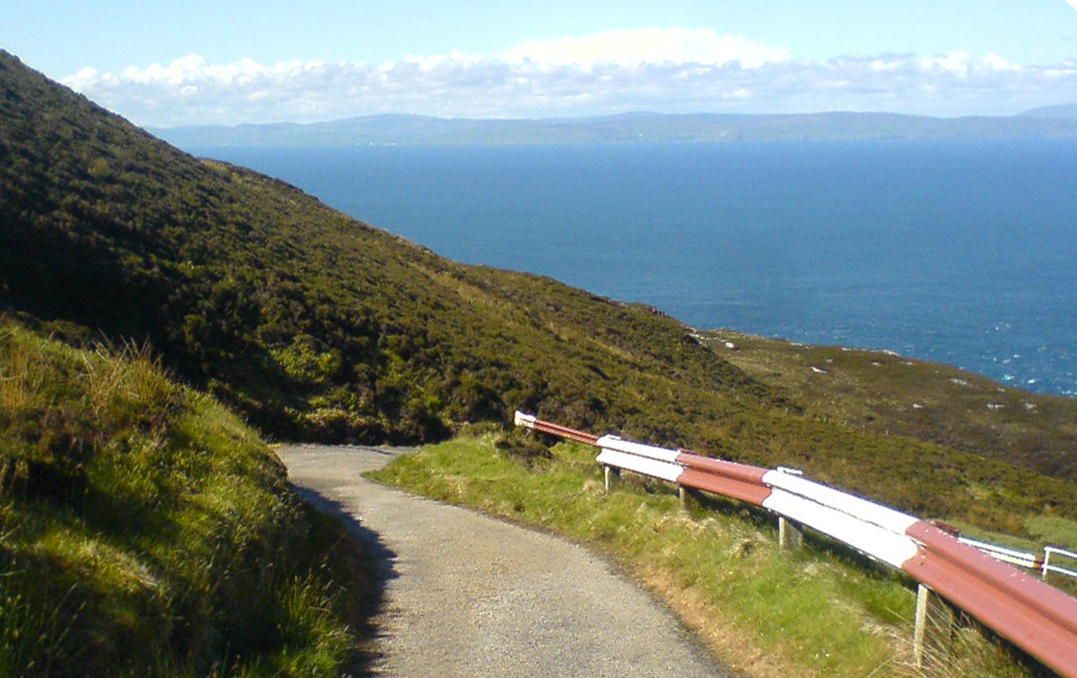
Mull of Kintyre im Vordergrund, der Nordkanal (Straits of Moyle) und im Hintergrund die Küste von Nordirland

Das Lied Mull of Kintyre wurde 1977 von McCartney und dem Wings-Gitarristen Denny Laine als Beschreibung der Landschaft um das Mull of Kintyre in Schottland geschrieben, wo McCartney ein Aufnahmestudio (das Spirit of Ranachan Studio) und die High Peak Farm besitzt. Es existiert eine Demoaufnahme aus dem Jahr 1974, bei der McCartney eine noch unfertige Rohfassung von Mull of Kintyre zur Klavierbegleitung singt. Laine datierte die Fertigstellung des Liedes auf Sommer 1977, er sagte zur Komposition: „Paul und ich saßen eines Nachmittags mit einer Flasche Whisky vor meiner Hütte in den Hügeln von Kintyre und schrieben den Song Mull of Kintyre. Paul hatte den Refrain geschrieben und den Rest schrieben wir zusammen.“
McCartney war sich laut Laine nicht sicher, ob sie ein schottisches Lied schreiben sollten, deshalb versuchten sie, etwas mehr Authentizität hinzuzufügen, indem sie die örtliche Dudelsackband in Campbeltown anriefen. Der Leiter der Campbeltown Pipe Band, Tony Wilson, kam auf die Farm und half ihnen, die Partitur auszuarbeiten. Als Wilson der Campbeltown Pipe Band im Juli die Nachricht überbrachte, dass die Band mit McCartney etwas aufnehmen solle, brachen laut Ian McKerral alle Mitglieder in Gelächter aus, weil sie es für einen Witz hielten.
Die Basisaufnahmen erfolgten im August 1977 auf der Farm von Paul und Linda McCartney, wobei das Studio eine umgebaute Scheune mit einer mobilen 24-Spur-Tonbandanlage war. Die Campbeltown Pipe Band spielte ihren Part draußen ein, da das Studio zu klein für alle Dudelsackbläser war und um ein zusätzliches natürliches Echo aus der umliegenden Landschaft zu erzeugen. 
Es waren die Dudelsackspieler, die McCartney davon überzeugten, dass Mull of Kintyre eine erfolgreiche Single werden könnte. McCartney erinnerte sich: „Als wir fertig waren, sagten alle Dudelsackspieler: ‚Ja, es muss eine Single sein.‘ Es lag wirklich an ihnen, dass es passierte. Ich dachte, es sei ein wenig zu speziell, um es als Single herauszubringen, man müsste etwas herausbringen, das etwas mit mehr Massenanziehungskraft hat. Aber sie sagten immer wieder: ‚Oh, die Exilschotten auf der ganzen Welt. Es wird eine große Single für sie.‘ Trotzdem dachte ich: ‚Ja, gut, aber es gibt vielleicht nicht genug Exilschotten‘, aber sie sagten es mir nach ein paar Drinks immer wieder.“

## Aufnahme
Mull of Kintyre wurde von den Wings am 9. August 1977 im Spirit of Ranachan Studio im schottischen Campbeltown mit Paul McCartney als Produzenten aufgenommen. Geoff Emerick war der Toningenieur der Aufnahmen. Der zweite Toningenieur war Tim Summerhays. Die Overdub-Aufnahmen erfolgten im Oktober 1977 in den Londoner Abbey Road Studios. Nach den Aufnahmen wurden die Musiker der Wings und die Dudelsackspieler der Campbeltown Pipe Band von Mary und Stella McCartney mit Getränken, insbesondere McEwan’s Dosenbier, versorgt.
Besetzung:
- Paul McCartney: Gesang, Akustikgitarre, Akustische Bassgitarre
- Linda McCartney: Hintergrundgesang
- Denny Laine: Gesang, Akustikgitarre, Hintergrundgesang
- Joe English: Schlagzeug
- Ian Bairnson, Dave Paton: Hintergrundgesang
- Tony Wilson, Ian McKerral, David McIvor, John Lang Brown, Archie Coffield, John McGeachy, Dougie Lang: Dudelsack
- Campbell Maloney, Jimmy McGeachy, David Hastie, Ian Campbell, Tommy Blue, John MacCallum, Ian MacKenzie: Schlagzeug

## Veröffentlichung
Am 11. November 1977 erschien bei Capitol Records die Single Mull of Kintyre / Girls’ School, die der erste Nummer-eins-Hit für Paul McCartney in Großbritannien wurde. In den USA wurde Girls’ School als A-Seite beworben. Dort wurde auch eine gekürzte Version von Girls’ School als Promotionsingle veröffentlicht; diese Version wurde am 28. August 1989 für die CD-Version in Europa verwendet. Die britische Promotionsingle enthält eine gekürzte Version von Mull of Kintyre und Girls’ School. In Israel wurde die Single auf rotem, gelbem und blauem Vinyl veröffentlicht. In der DDR wurde die Single Mull of Kintyre im Jahr 1980 mit einer anderen Covergestaltung vertrieben. Es war die einzige Single von Paul McCartney und den Wings, die in der DDR veröffentlicht wurde. Es wurde die kommerziell erfolgreichste Single der Wings, obwohl sie in den USA nur Platz 33 der Charts erreichte.
McCartney geriet in die Kritik, nachdem sich herausstellte, dass die Begleitmusiker trotz der großen Einnahmen aus den weltweiten Verkäufen nur einen einheitlichen Gewerkschaftstarif erhalten hatten. Die Campbeltown Pipe Band wurde vor die Wahl gestellt, einen Pauschalbetrag oder einen Prozentsatz der Tantiemen zu erhalten, sie entschieden sich für die Vorauszahlung. Später schickte McCartney jedem Musiker einen Scheck über 200 Pfund. Darüber hinaus ermöglichte der Erfolg des Liedes der Campbeltown Pipe Band, ihre eigene Musik aufzunehmen und zu veröffentlichen. Tony Wilson, der Leiter der Campbeltown Pipe Band, sagte abschließend dazu: „Pauls Lied hat Wunder für Kintyre bewirkt, aber wir werden keine Tantiemen aus dem Lied verdienen. Wir wurden als Session-Musiker für den Job bezahlt. Wir haben den Job gemacht und wurden dafür bezahlt und das war's.“

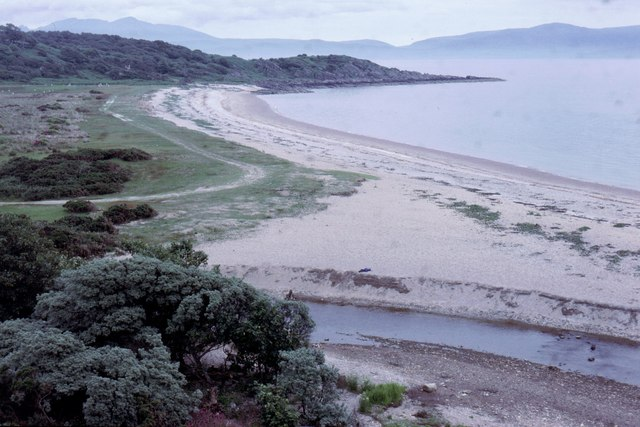
Saddell Bay

Das offizielle Musikvideo wurde im Oktober 1977 unter der Regie von Michael Lindsay-Hogg in der Saddell Bay auf der Ostseite der Halbinsel Kintyre gedreht, etwa elf Kilometer von der High Park Farm entfernt. Da Joe English und Jimmy McCulloch die Wings zu diesem Zeitpunkt schon verlassen hatten, singen Paul und Linda McCartney mit Denny Laine das Lied, während sie die Bucht überblicken und zum Strand hinuntergehen, wo die Campbeltown Pipe Band marschiert und spielt.

## Chartplatzierungen
Mull of Kintyre wurde ein internationaler Charterfolg. Im Vereinigten Königreich war der Song neun Wochen lang Platz eins der Charts und einer der erfolgreichsten Weihnachts-Nummer-eins-Hits. Der Song belegte außerdem in Australien (11 Wochen), Belgien (6 Wochen), Deutschland (10 Wochen), Irland (10 Wochen), Neuseeland (7 Wochen), Niederlande (5 Wochen), Österreich (4 Wochen) und in der Schweiz (10 Wochen) Platz eins der Charts.

## Auszeichnungen für Musikverkäufe
| Land/Region                  | Auszeichnungen für Musikverkäufe (Land/Region, Auszeichnung, Verkäufe) | Verkäufe  |
| ---------------------------- | ---------------------------------------------------------------------- | --------- |
| Belgien (BRMA)               | Gold                                                                   | 100.000   |
| Deutschland (BVMI)           | Gold                                                                   | 250.000   |
| Vereinigtes Königreich (BPI) | 2× Platin                                                              | 2.090.000 |
| Insgesamt                    | 2× Gold · 2× Platin ·                                                  | 2.440.000 |

## Weitere Veröffentlichungen

Deutsche Singleveröffentlichung

- Mull of Kintyre erschien am 27. November 1978 auf dem Kompilationsalbum, Wings Greatest, am 2. November 1987 auf All the Best!, am 7. Mai 2001 auf Wingspan: Hits and History und am 10. Juni 2016 auf Pure McCartney.
- Am 26. November 1990 erschien in Großbritannien die Single All My Trials[13] Weiterhin wurden zwei 5″-CD-Maxisingles[14] veröffentlicht, die erste erschien auch als 12″-Vinyl-Maxisingle,[15] diese enthält Mull of Kintyre (Live), aufgenommen am 26. Oktober 1989 in Mailand.
- Am 7. Juni 1993[16] wurde die CD London Town in einer von Peter Mew remasterten Version mit den Bonusliedern Mull of Kintyre / Girls’ School veröffentlicht.[17]
- Denny Laine veröffentlichte 1996 seine Version von Mull of Kintyre auf dem Album Wings at the Sound of Denny Laine.[18]

## Coverversionen
Es gibt über 90 Coverversionen von Mull of Kintyre. Es haben unter anderen James Last, Brotherhood of Man, Glen Campbell, die Kelly Family und die Black Dyke Mills Band das Lied interpretiert.